# Mật Am Hàm Kiệt
Mật Am Hàm Kiệt (zh: 密庵咸傑, ja: Mittan Kanketsu, 1118-1186) là một vị cao tăng Trung Quốc đời Nhà Tống, thuộc dòng Hổ Khâu, phái Dương Kì, tông Lâm Tế. Sư là đệ tử nối pháp của Thiền sư Ứng Am Đàm Hoa, dưới sư có các môn đệ đắc pháp là Thiền sư Tùng Nguyên Sùng Nhạc (Phái Tùng Nguyên), Tào Nguyên Đạo Sinh (Phái Tào Nguyên) và Phá Am Tổ Tiên (Phái Phá Am).

## Cơ duyên và hành trạng
Sư họ Trịnh, sinh năm 1118 tại Phước Châu, nhằm niên hiệu Đại Quán thứ 4, đời vua Tống Huy Tông. Từ nhỏ sư đã thông minh khác người, thường chán cảnh trần lao, mong muốn được giải thoát.
Sau sư xuất gia và đến tham học dưới với Thiền sư Ứng Am Đàm Hoa. Ứng Am thầm biết sư là bậc pháp khí nên tận tình chỉ dạy, chờ thời cơ khai ngộ cho sư. Một hôm, Ứng Am hỏi sư: "Thế nào là chánh pháp nhãn tạng?". Sư đáp: "Đập vỡ bồn cát!". Ứng Am gật đầu ấn chứng và truyền pháp cho sư nối tông Lâm Tế.
Sau khi đắc pháp, sư khai đàn thuyết pháp ở chùa Ô Cự ở xứ Vệ Quốc, kế đến chấn tích độ chúng tại chùa Tương Phù Hoa Tạng ở Tưởng Sơn rồi lại phụng chiếu của vua đến làm trụ trì chùa Linh Ẩn ở Kính Sơn.
Khi lớn tuổi, sư về trụ trì tại chùa Thiên Đồng ở Thái Bạch sơn, Ninh Ba, Chiết Giang và giáo hoá đồ chúng cho đến ngày viên tịch.

Sư thượng đường nói:
"Phật nói tất cả pháp để độ tất cả tâm. Ta không có tất cả tâm, đâu cần tất cả pháp. Đã không có tâm, lại không có Pháp. Núi sông đất đai, chỗ nào được. Thấy nghe hay biết, lại là vật gì?". Sư hét lên một tiếng, nói: "Đến bờ mắt xem nước, đặc biệt một trường sâu, trường sầu".
Vào ngày 12 tháng 6 năm Bính Ngọ (1186) nhằm niên hiệu Thuần Hi thứ 13, triều vua Hiếu Tông nhà Nam Tống, sư ngồi kiết già rồi an nhiên thi tịch, thọ 69 tuổi, hạ lạp 52 năm. Môn đồ lập tháp thờ sư tại Trung Phong ở núi Thiên Đồng.
Pháp ngữ của sư được đệ tử chép lại trong Mật Am Hòa thượng ngữ lục (zh: 密庵和尚語錄, 1 quyển).